# 2-Bromobenzaldéhyde
Le 2-bromoaldéhyde est un composé chimique de formule BrC6H4CHO. C'est un dérivé du bromobenzène C6H5Br et du benzaldéhyde C6H5CHO et un précurseur utilisé en synthèse organique.